# Чень Інь (плавець)
Чень Інь (29 березня 1986) — китайський плавець.
Учасник Олімпійських Ігор 2008, 2012 років.